# Dominik Pavlát
Dominik Pavlát (* 11. listopadu 1999, Tábor) je hokejový brankář chytající za finský tým Ilves v Liize. Je členem charitativního projektu Saves help.

## Kariéra
Narodil se v Táboře, odkud v létě 2013 přestoupil do chomutovského mladšího dorostu. V každém z ročníků byl jedničkou svého mužstva. V sezóně 2014/2015 přispěl k bronzu mladšího dorostu na závěrečném turnaji o mistra, o rok později vychytal v extralize staršího dorostu nejvíc vítězství v základní části. V play-off pak držel soubor Miroslava Buchala, který padl až ve finále s brněnskou Kometou.
Ještě jako sedmnáctiletý začal chytat mezi dospělými. Poprvé šel v seniorském hokeji do branky SK Kadaň ve WSM lize 30. října 2017 proti Motoru České Budějovice, premiérové celé utkání pak absolvoval 22. listopadu doma proti HC Ústí nad Labem a 11 dní po dovršení plnoletosti z toho hned byla výhra. Povedené výkony mu vysloužily také místo v chomutovském A-týmu, se kterým dlouho trénoval a po výměně Jána Laca se stal dvojkou za Štěpánem Lukešem.
Za extraligovou premiéru mu trenéři vybrali duel 34. kola ročníku 2017/2018, v němž Piráti hostili na vlastním ledě 28. prosince 2017 v té době suverénně vedoucí tým HC Škoda Plzeň. Inkasoval už po 20 vteřinách, druhým dotekem poslal puk mimo mantinely a dostal trest. Nakonec vydržel v brance 26 minut, než byl po čtvrtém inkasovaném gólu vystřídán. Chomutov nakonec vyhrál po prodlužování.
V sezoně 2018/2019 Chomutov sestoupil a další rok tak startoval v Chance lize kde se stal Pavlát jedničkou družstva a byl vybrán do all-star teamu Chance ligy za měsíc září.
Svou první nulu v dospělém hokeji vychytal v dresu HC Slovan Ústí nad Labem 18.2.2019 kdy kryl 34 střel Kadaně a pomohl tak k výhře 4:0.

## Statistiky
| Sezona    | Tým                      | Soutěž      | Z  | POG  | Úsp.% | ČK |
| --------- | ------------------------ | ----------- | -- | ---- | ----- | -- |
| 2017/2018 | SK Kadaň                 | WSM liga    | 15 | 3,54 | 90,40 | 0  |
| 2017/2018 | HC Piráti Chomutov       | ELH         | 1  | 9,23 | 77,80 | 0  |
| 2018/2019 | HC Piráti Chomutov       | ELH         | 4  | 5,28 | 86,71 | 0  |
| 2018/2019 | SK Kadaň                 | Chance liga | 12 | 4,39 | 89,70 | 0  |
| 2018/2019 | HC Slovan Ústí nad Labem | Chance liga | 3  | 3,33 | 90,57 | 1  |
| 2019/2020 | HC Piráti Chomutov       | Chance liga | 52 | 2,53 | 92,26 | 4  |
| 2020/2021 | HC Škoda Plzeň           | ELH         | 15 | 2,24 | 92,91 | 2  |
| 2021/2022 | HC Škoda Plzeň           | ELH         | 25 | 2,21 | 91,8  | 2  |
| 2021/2022 | HC Slavia Praha          | Chance liga | 1  | 3,10 | 88,9  | 0  |